# Próxima Paragem
Próxima Paragem (portugiesisch: „Nächste Haltestelle“) ist ein dokumentarischer Kurzfilm der portugiesischen Regisseurin Catarina Mourão aus dem Jahr 2001.
Über zwei Jahre filmte Mourão in Porto den Alltag in den Bussen der Linie 78. Sie führt von den reichen Vierteln der Stadt in sozialschwache Wohngebiete und streift dabei jene Zonen, in denen die meisten Arbeiten anlässlich der Ernennung Portos zur Kulturhauptstadt Europas des Jahres 2001 durchgeführt wurden.